# Friday the 13th (computerspel uit 1989)
Friday the 13th is een survival-horrorspel voor het Nintendo Entertainment System. Het is uitgebracht door LJN en ontwikkeld door Atlus. De game is gebaseerd op de Friday the 13th-franchise, en wordt als een van de slechtste NES-games beschouwd.

## Gameplay
Spelers kunnen kiezen uit zes kampbegeleiders (elke met andere vaardigheden, zoals een hogere snelheid, of sprong) om te besturen in een side-scrollingperspectief. Het doel van het spel is om Jason Voorhees drie keer te verslaan. Onderweg moet de speler vechten tegen allerlei vijanden zoals zombies, kraaien, en wolven. Ook kunnen spelers nieuwe wapens oprapen om te gebruiken. Op sommige momenten moet de speler binnen een bepaalde tijd met behulp van de kaart Jason proberen te vinden voordat hij een kind of een andere kampbegeleider vermoordt. Eenmaal aangekomen moet de speler Jason proberen te verslaan. Dit proces moet drie keer herhaalt worden om het spel uit te spelen.

## Ontvangst
Friday the 13th werd alleen in Noord-Amerika uitgebracht, in februari 1989. Het wordt beschouwd als een van de slechtste NES-spellen.
Game Informer plaatste het spel in het lijst van de slechtste horrorgames aller tijden. Auteur Andy Slaven noemde het een verschrikkelijke adaptatie van de films. GamePro gaf het de tiende plaats in de lijst van de slechtste games gebaseerd op een film, waarbij hun kritiek gaven op de "repetitieve muziek en ongelooflijke frustrerende gameplay". Mikel Reparaz van GamesRader had zelfs kritiek op de doos, waarover hij zei: "Alleen LJN haalt het in z'n hoofd om Jason Voorhees te omringen met neon-pastelkots, waardoor hij nog jaren tachtiger wordt neergezet dan normaal." De schrijvers van Nintendo Power gaven Friday the 13th de zesde plek van de top 10 slechtste computerspellen ooit gemaakt in hun honderdste nummer. Ze schreven, "Na een paar minuten van deze aardvarken gespeeld te hebben, zou je willen dat Jason al die begeleiders geslacht had, en daarna jou. Wat er dan ook voor nodig is om dit op te laten houden."